# El Mago Pirindola, que no da pie con bola
El Mago Pirindola, que no da pie con bola es una serie de historietas creada por Miguel Bernet, alias Jorge, para el semanario "El DDT" a mediados de los años cincuenta.

## Trayectoria editorial
La censura obligó a cambiar su título por El Mago Pirindolo, que no da pie con bolo, por considerar que la palabra «pirindola» tenía connotaciones inmorales y pecaminosas.